# Club Sport Áncash
Sport Áncash is een Peruviaanse voetbalclub uit Huaraz. De club werd opgericht op 22 april 1967. De thuiswedstrijden worden in het Estadio Rosas Pampa gespeeld, dat plaats biedt aan 8.000 toeschouwers. De clubkleuren zijn groen-geel.

## Erelijst
- Beker van Peru:

2004